# Subregión de La Cordillera
La subregión de La Cordillera es una de las 13 subregiones del departamento colombiano de Nariño. Esta región hace parte de los territorios focalizados PDET.
Comprende los municipios de Cumbitara, El Rosario, Leiva, Policarpa y Taminango, que abarcan un total de 1 959 kilómetros cuadrados.

## Población
En 2015 población comprendía un total de 72 025 habitantes, que correspondían al 4,34 % del total del departamento de Nariño; de estos 16 046 estaban ubicados en el sector urbano y 55 979 en el sector rural. En cuestión de género el 52 % eran hombres y el 48 % mujeres.

## Economía
Las principales actividades económicas están basadas en el sector agropecuario, destacándose el cultivo de caña de azúcar, café, plátano, maíz, maní y frutales; igualmente es importante la explotación de los ganados bovino, porcino, equino y otras especies menores. También cabe resaltar la actividad minera.